# أماندا ليتون
أماندا ليتون (بالإنجليزية: Amanda Leighton)‏ مواليد 7 يونيو 1993 في فريسنو، الولايات المتحدة، هي ممثلة أمريكية بدأت مسيرتها الفنية عام 2003.

## وصلات خارجية
- أماندا ليتون على موقع IMDb (الإنجليزية)
- أماندا ليتون على موقع ألو سيني (الفرنسية)
- أماندا ليتون على موقع قاعدة بيانات الفيلم (الإنجليزية)
- أماندا ليتون على موقع كينوبويسك (الروسية)